# Anemia hispida
Anemia hispida là một loài dương xỉ trong họ Anemiaceae. Loài này được Kunze mô tả khoa học đầu tiên năm 1834.